# مارغريت إيستوود
مارْغريت إيستُوود (بالإنجليزية: Margaret Eastwood)‏‏ (2006-1909) الاِسم قبل الزَّواجِ مارْغريت رُونر، مِن موَالِيد ألاميدا إِحدى مُحافظة وِلاية كالِيفُورنِيا أو الوِلاية الذّهبِيّة كمَا تُلقب، غربِيّ الوِلايات المُتّحِدَة الأمِيركِيّة. هِي ربّة مَنزِل واِمرأَة عَامِلَة أمِيركِيّة. تزوّجت من السيد كلِينتُون إيستُوود الأَب، وأَنجبت مِنهُ كلِينت إيستُوود المُمثِّل والمُخرِج الأَمرِيكِيّ المَشهُور والحائِز على جائِزةٌ الأُوسكار أَربع مرّات. 
| مارغريت إيستوود                                                                                         | لِقد وقعت فِي حِبّه مُنذُ أَن شَاهدت لِلْمرَّة الأَوليّ | مارغريت إيستوود |
| — السَّيِّدَة مارْغريت تَصِف لِقاءها الأَوّل يوم وِلادة اِبنها كلِينتُون إيستُوود الاِبن والَّذِي أَشتهِر فِيما بعد بِاِسمِ كلِينت |                                           |                 |